# Grotte de Seokguram
La grotte de Seokguram est un ermitage du complexe constitué autour du temple Bulguksa, à quatre kilomètres à l'est de ce temple. Elle se situe  à 750 m d'altitude sur le mont Toham à Gyeongju en Corée du Sud. Elle est également proche de la côte est de la Corée, sur la mer du Japon.
En 1962, la grotte est désignée 24e trésor national, et en 1995 est inscrite sur la liste du patrimoine mondial de l'UNESCO conjointement avec le temple Bulguksa.

## Histoire
On raconte que cette grotte a été construite par Gim Daesong et que son nom originel fut Seokbulsa (석불사, littéralement « Temple du Bouddha en pierre »). Sa construction commence soit en 742 quand Gim Daesong renonce à sa position dans la cour du roi, soit en 751, le Xe anniversaire du début du règne du roi Gyeongdeok de Silla. C'est l'apogée culturelle de la Silla unifiée. La grotte est terminée par la cour de Silla en 774, peu après la mort de Gim. Une légende dit que celui-ci fut réincarné pour ses actes filiaux dans sa vie précédente. Le temple Bulguksa fut édifié en l'honneur des parents de Gim dans sa vie présente, et la grotte de Seokguram à ses parents depuis une vie précédente.
Elle est aujourd'hui l'une des destinations culturelles les plus populaires de la Corée du Sud, particulièrement pour voir l'aube sur la mer.

## Architecture
C'est en Inde que naît la tradition de tailler des images du Bouddha dans la roche, ainsi que des icônes religieuses et des stupas. Cette pratique s'est ensuite répandue partout en Asie. La géologie de la péninsule Coréenne, abondante en granit, ne se prête pas à des sculptures. Ainsi, Seokguram est une grotte artificielle taillée dans le granit de la roche-mère. Sa taille plutôt petite est probablement due à son usage réservé aux membres de la famille royale de Silla.
La grotte symbolise le voyage spirituel jusqu'au Nirvāna. Les pèlerins devaient commencer leur pèlerinage à Bulguksa ou au pied du mont Toham, considéré comme étant sacré par les gens de Silla. Il y avait une petite fontaine à l'entrée du temple pour que les pèlerins puissent s'y reposer et se refraîchir. Dans la grotte, l'antichambre et le corridor représentent la Terre et la rotonde, le Ciel.
La grotte comprend une entrée cintrée qui mène à une antichambre rectangulaire, puis un corridor étroit décoré de bas-reliefs qui mène à la rotonde principale. Au centre de ce sanctuaire, se tient un Bouddha assis dont l'identité est encore débattue de nos jours. Il est assis sur un trône de lotus avec les jambes repliées, et son expression est sereine, évoquant la méditation. Sur les murs, il est entouré de quinze représentations de bodhisattvas, d'arhats et d'anciens dieux indiens ainsi que de dix statues occupant des niches du mur de la rotonde. La salle principale de Seokguram abrite une statue bojon représentant un bodhisattva et ses disciples. Dans la grotte, on trouve quarante figures illustrant des principes bouddhistes. La grotte a été construite autour de ces statues pour les protéger des éléments. Le plafond de la grotte est décoré de demi-lunes, et la partie supérieure d'une fleur de lotus. Les architectes de Silla utilisaient la symétrie ainsi que le concept du « rectangle d'or ».
La grotte est faite de plusieurs centaines de roches de granit. On n'y utilisa pas de mortier ; la structure dépend de rivets de pierre. La construction de la grotte utilisa également la ventilation naturelle.
Le dôme de la rotonde mesure de 6,58 à 6,84 m de diamètre.

## Les sculptures de la grotte

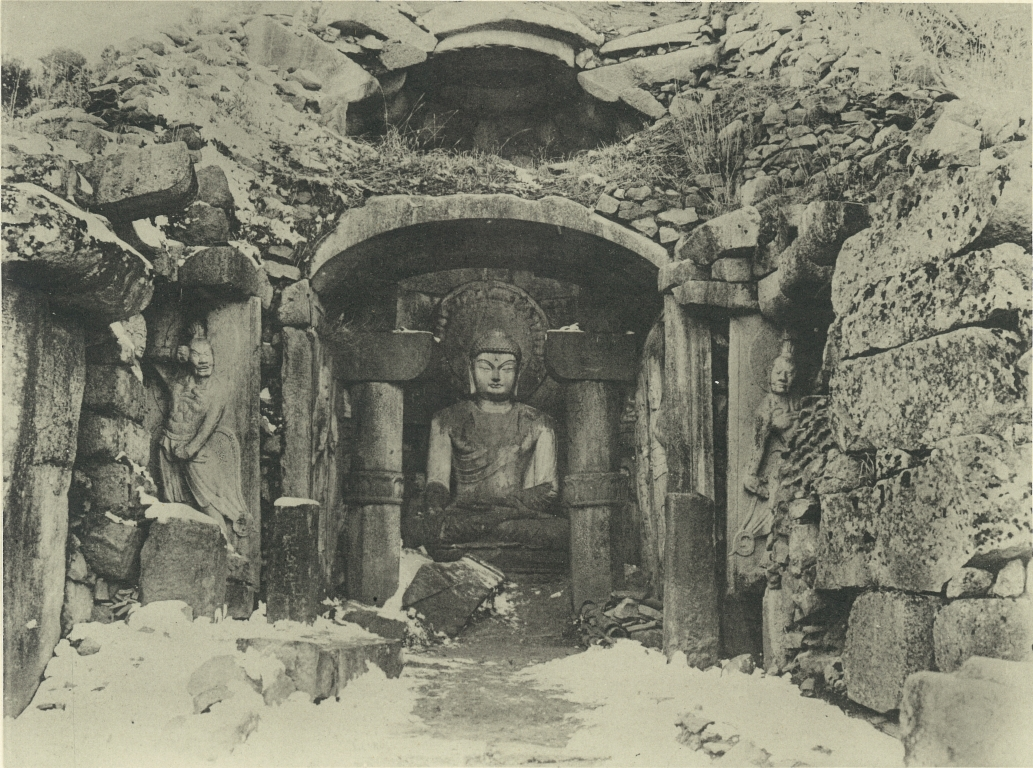
Seokguram avant 1938. Les gardiens de l'entrée, à d. et g, v. 751
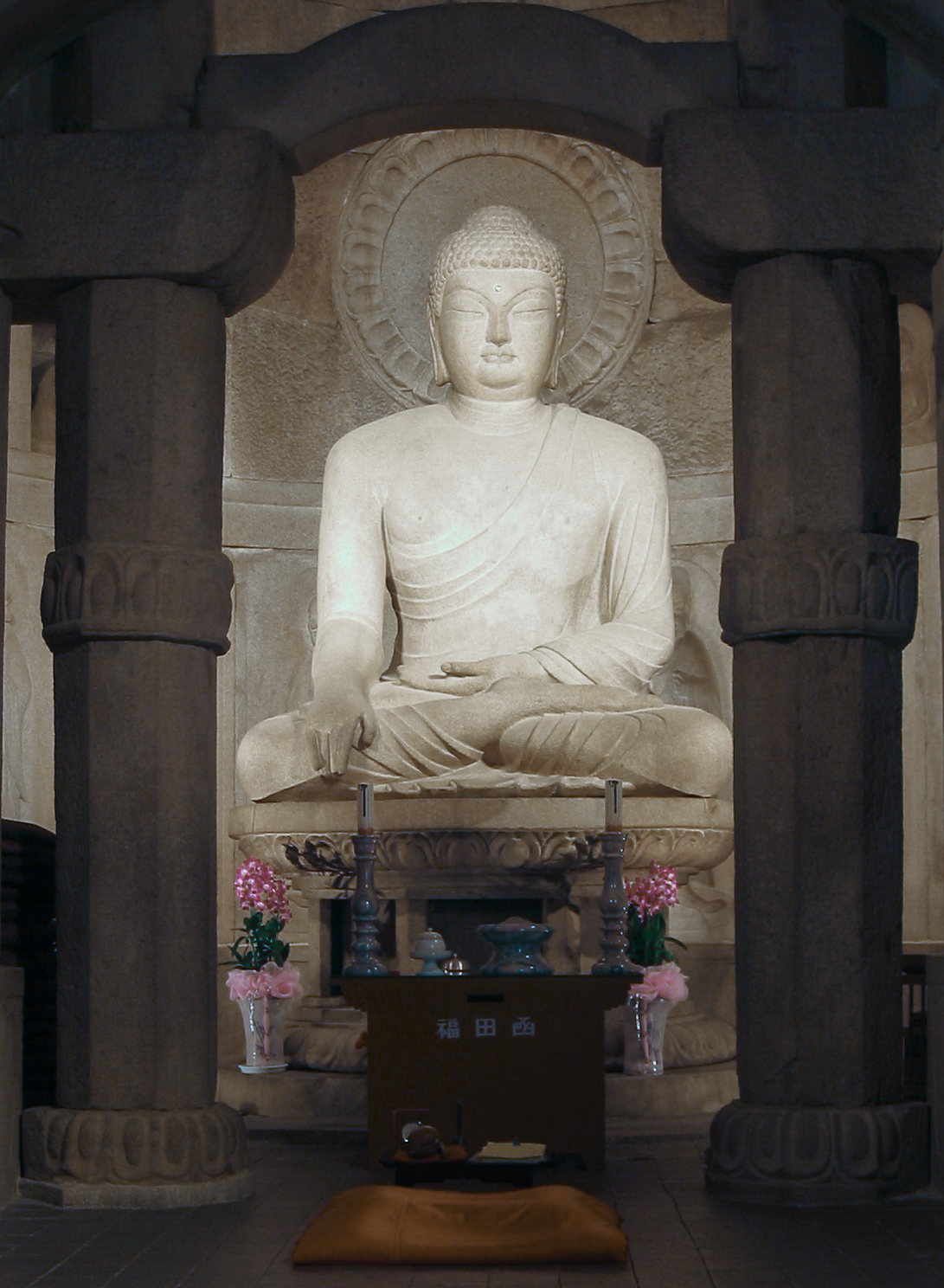
Buddha. Sanctuaire rupestre de Seokguram depuis le vestibule. v. 751. Granit, H. 3,60 m
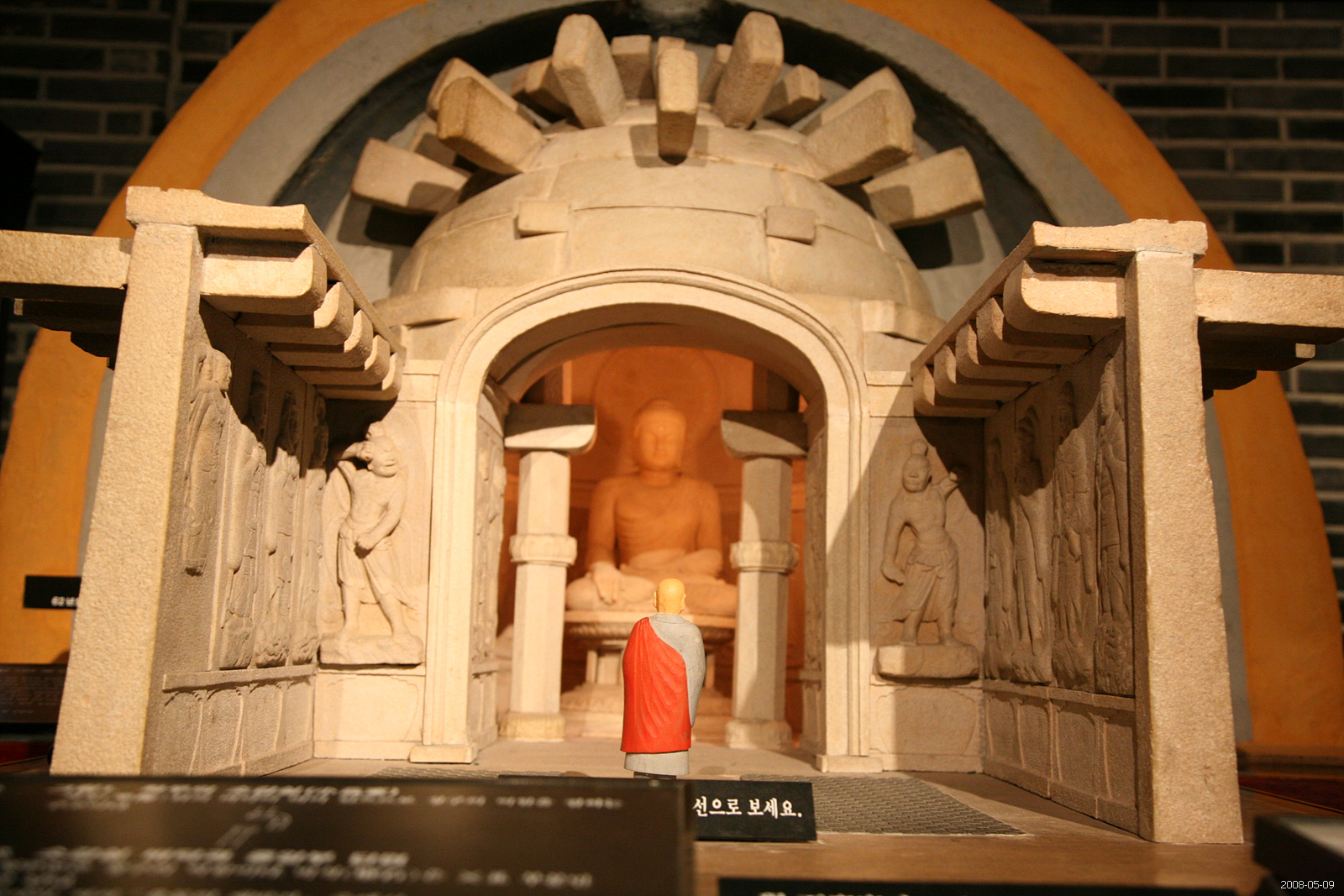
Maquette. Vue depuis le vestibule
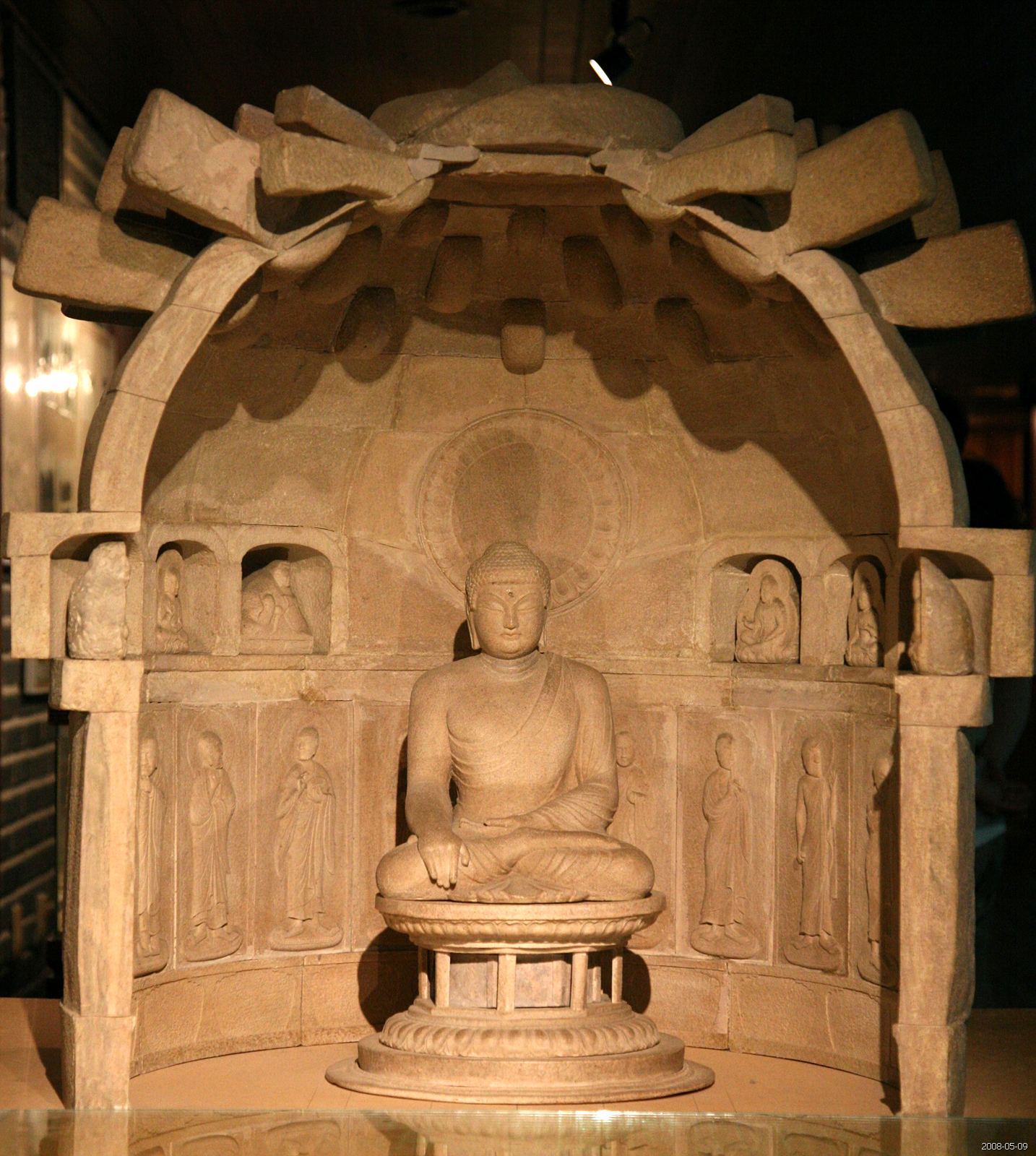
Maquette. Bouddha monumental assis dans la rotonde.
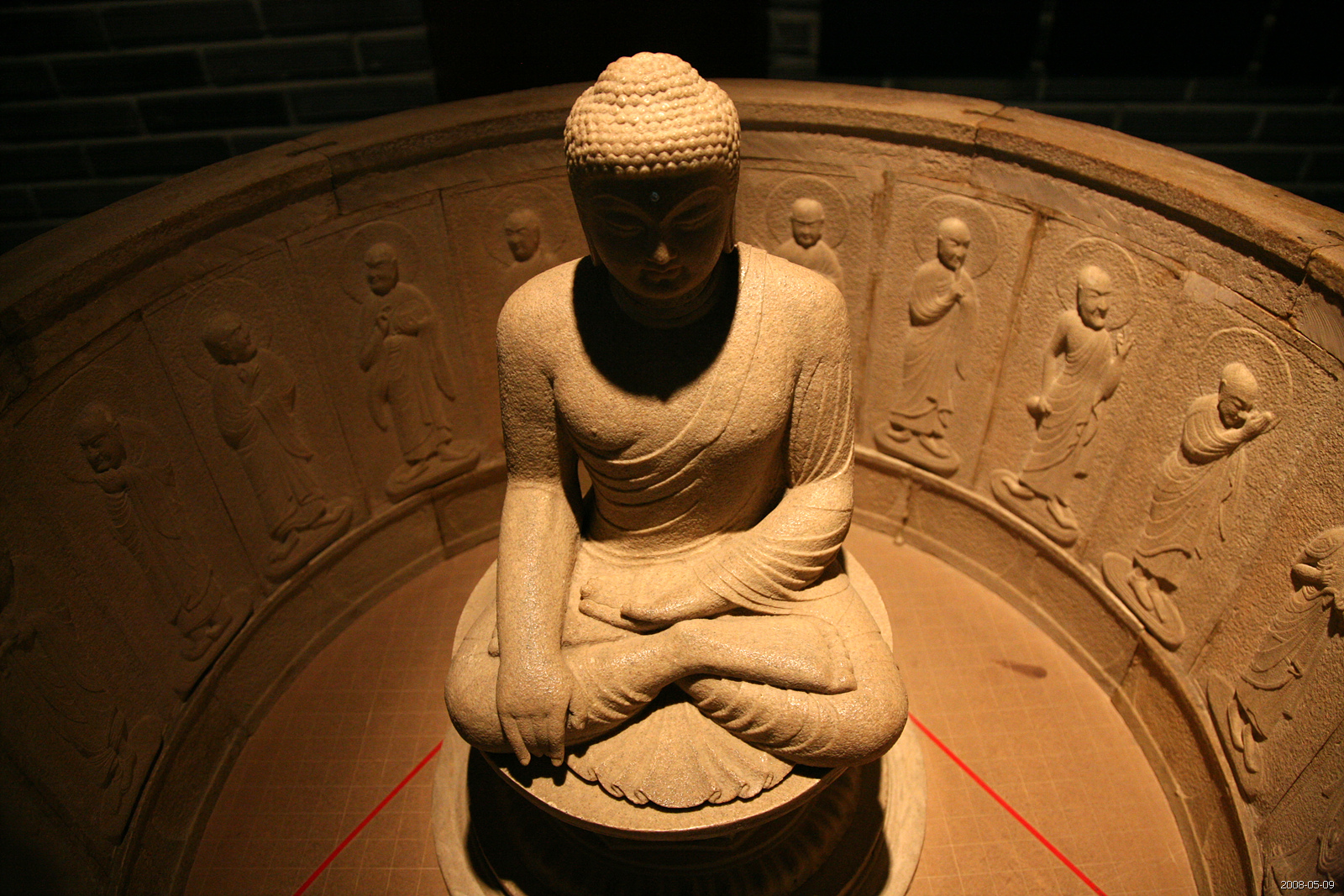
Maquette. Vue aérienne d'une partie de l'ensemble sculpté de la rotonde

Le Bouddha principal est massif mais admirablement proportionné. Le visage plein, les yeux mi-clos sous de grands sourcils arqués, ne reprend aucun modèle antérieur connu. Il semble une création proprement coréenne de Silla. Il mesure 3,5 m de haut et est assis sur un socle en forme de lotus mesurant 1,34 m de haut. La robe adhérant au corps est traitée avec un grand naturalisme. Ce Bouddha monumental et serein représenterait peut-être le Bouddha de Seokgamoni, au moment de l'illumination spirituelle. Le bras gauche repose sur la cuisse gauche, en dhyâna-mudra ; sa main droite effleure le genou droit, les doigts tendus en bhumisparça, geste (mudrā) de « prendre la terre à témoin ». Le Bouddha a un ushnisha, symbole de sagesse. Ses vêtements et la position dans laquelle on les voit sont des exemples des interprétations coréennes de prototypes indiens. Au contraire d'autres statues du Bouddha, qui ont des halos attachés au dos de la tête, celui-ci crée l'illusion d'un halo grâce à un cercle de pétales de lotus, gravé sur le mur, dans son dos, à hauteur de sa tête. Les dévots étaient nécessairement debout, progressaient vers la statue et pratiquaient la circumambulation, pour ressortir par le vestibule, unique accès. Le socle comporte trois parties : la première et la seconde sont décorées de pétales de lotus tandis que le centre consiste en huit piliers.
Accompagnant le Bouddha, en ronde-bosse, on trouve trois bodhisattvas, dix disciples, et deux dieux hindous, en bas-relief sur la paroi de la rotonde. Dix autres bodhisattvas, saints et personnes pieuses sont placées dans des niches au-dessus des bas-reliefs. Les dix disciples sont des disciples de Seokgamoni ; il y en a cinq sur chaque côté de l'Avalokitesvara. Leurs traits suggèrent une influence de l'« art gréco-bouddhique ». Les deux bodhisattvas, quant à eux, sont Manjusri et Samantabhadra. Les deux dieux hindous sont Brahma et Indra.
Les Shi Tennô protègent le couloir. Il y a également des images de Vajrapanis, des figures « gardiennes », sur les murs de l'entrée au corridor, dans l'antichambre. Huit dieux gardiens ornent l'antichambre elle-même.
Dans la rotonde, sur le mur du fond, on trouve un Avalokitesvara à onze visages. Ce bas-relief mesure 2,18 m et est le seul à regarder en face, les autres tournant tous la tête vers le côté. L'Avalokitesvara porte une couronne ainsi que des robes et de la joaillerie ; il tient dans sa main une vase contenant une fleur de lotus.
Il manque deux statues des niches et une pagode de marbre qu'on pense avoir été placée devant l'Avalokitesvara.

## Reconstruction

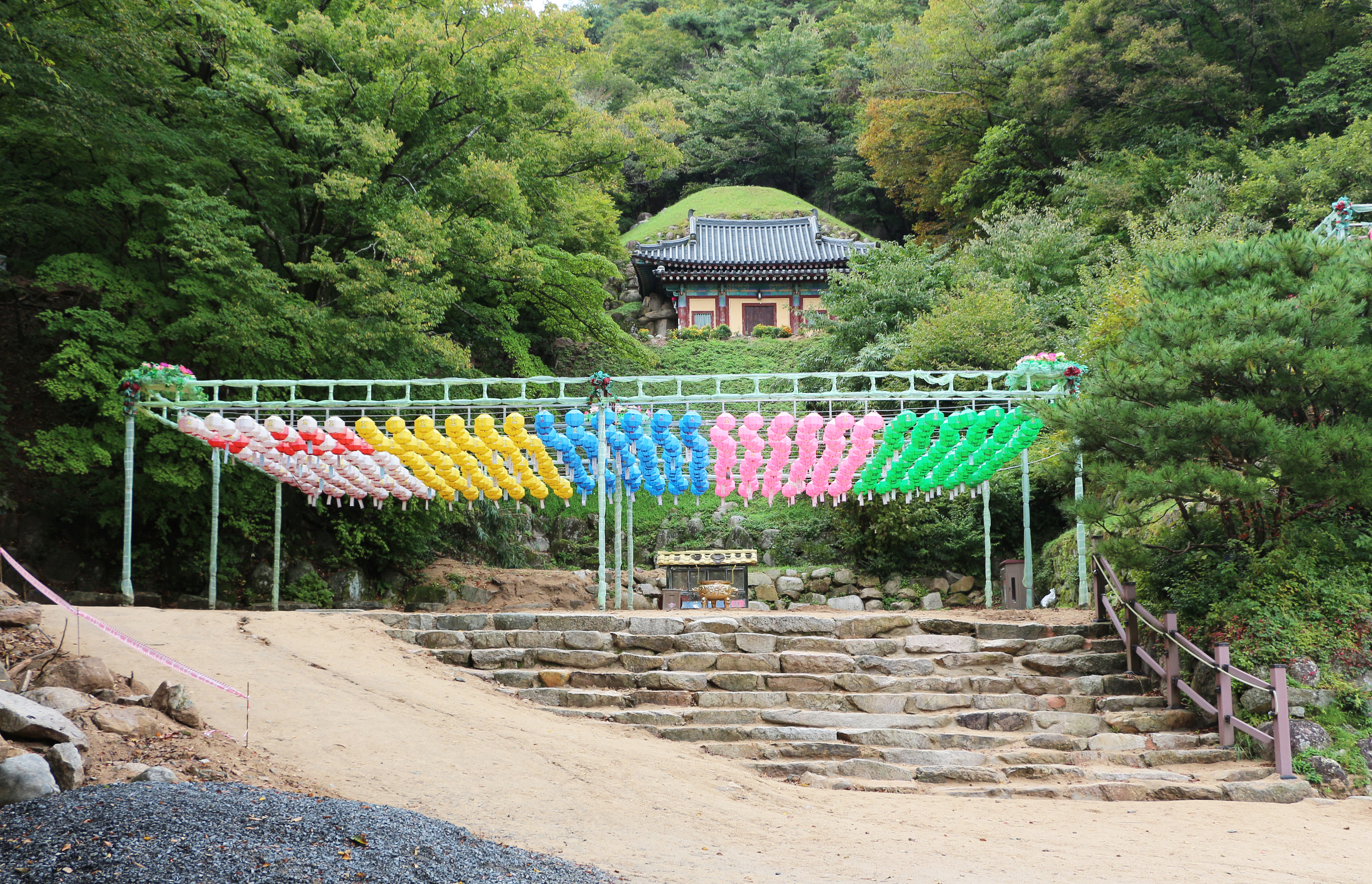
Entrée du site

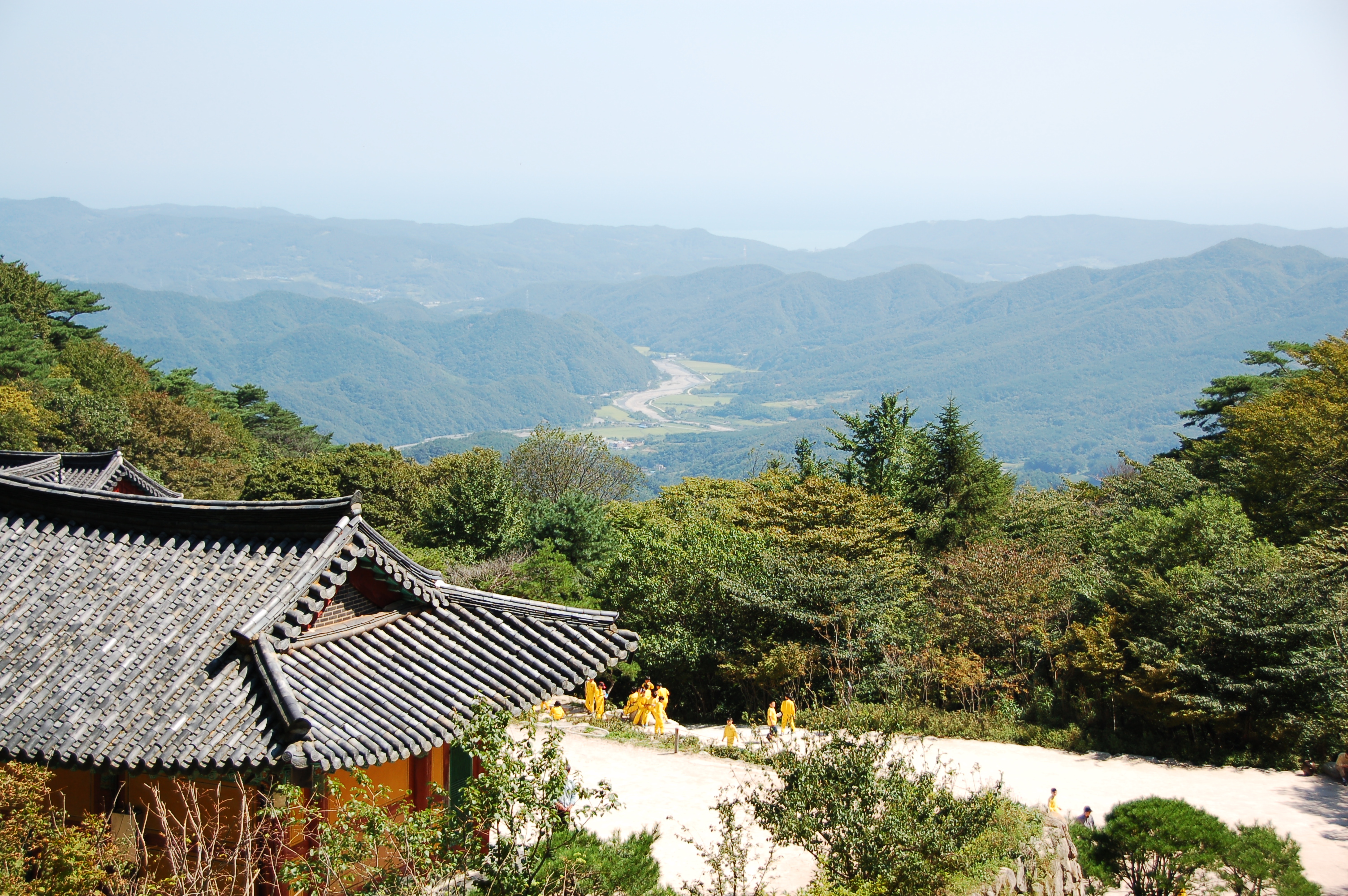
Vue de la mer depuis l'entrée de la grotte

Du fait des longues périodes d'abandon et des nombreuses rénovations, beaucoup de détails sont discutés entre les chercheurs, dont le plan exact de la grotte originale, les bâtiments de Bulguksa et la forme du ruisseau (qui n'existe plus mais coulait autrefois devant le temple).
On a réparé et amélioré la grotte entre 1703 et 1758, pendant la dynastie Chosŏn. Toutefois, les rois successifs étant confucianistes, ils tendaient à réprimer le Bouddhisme ; la grotte fut sérieusement endommagée. Sous occupation japonaise on a tenté des travaux de restauration trois fois, mais on a rencontré beaucoup de problèmes d'humidité, parmi d'autres.
Le premier cycle de travaux, de 1913 à 1915, est mené sans études approfondies de la structure de la grotte, qui sera par conséquent presque complètement démantelée et remontée. On essaie de stabiliser la structure en l'entourant de béton. Cela cause des problèmes d'humidité et des infiltrations d'eau, contribuant à l'érosion des sculptures, parce que la grotte ne pouvait plus « respirer ». En 1917, on installe des drains au-dessus du dôme pour détourner l'eau de pluie, mais les infiltrations persistent. Un autre cycle de travaux eut lieu entre 1920 et 1923. De l'asphalte est répandu au-dessus du béton, ce qui ne fait qu'empirer la situation : on y vit des colonies de mousse et de moisissure. En 1927, on utilise de la vapeur pour nettoyer les sculptures, méthode aujourd'hui impensable.
Dans les années 1960, le président Park Chung Hee ordonne des travaux majeurs. Le problème de la température et le contrôle de l'humidité sont résolus (mais pas complètement) en utilisant des systèmes mécaniques. La superstructure en bois construite au-dessus de l'antichambre est l'objet de débats entre les historiens et archéologues qui pensent que Seokguram n'avait à l'origine aucune structure semblable : celle-ci aurait bloqué la vue des aubes sur la mer et couperait également la circulation d'air dans la grotte.
Aujourd'hui la grotte ne peut être vue qu'à travers une vitre qui la protège du grand nombre de touristes.